# Tratatul de la Cracovia

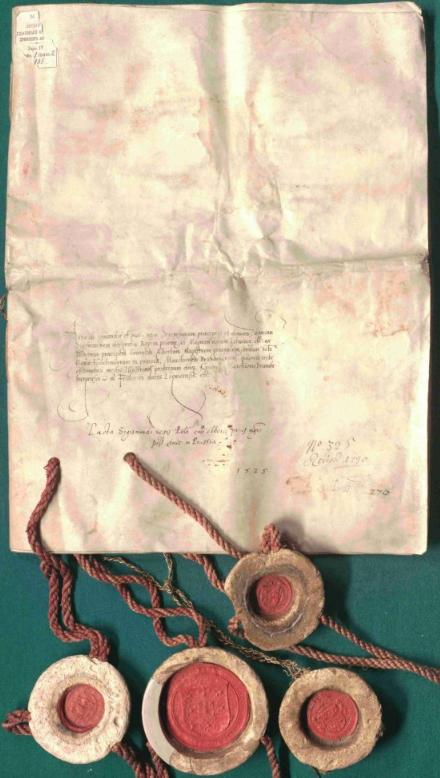
Tratatul de la Cracovia

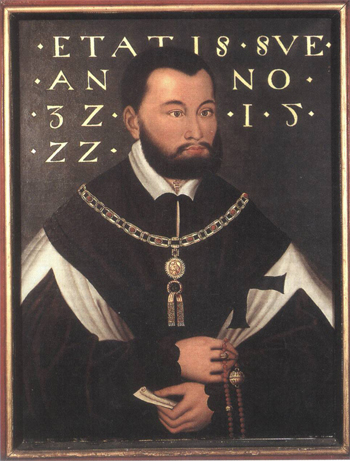
Albert I al Prusiei, vasalul

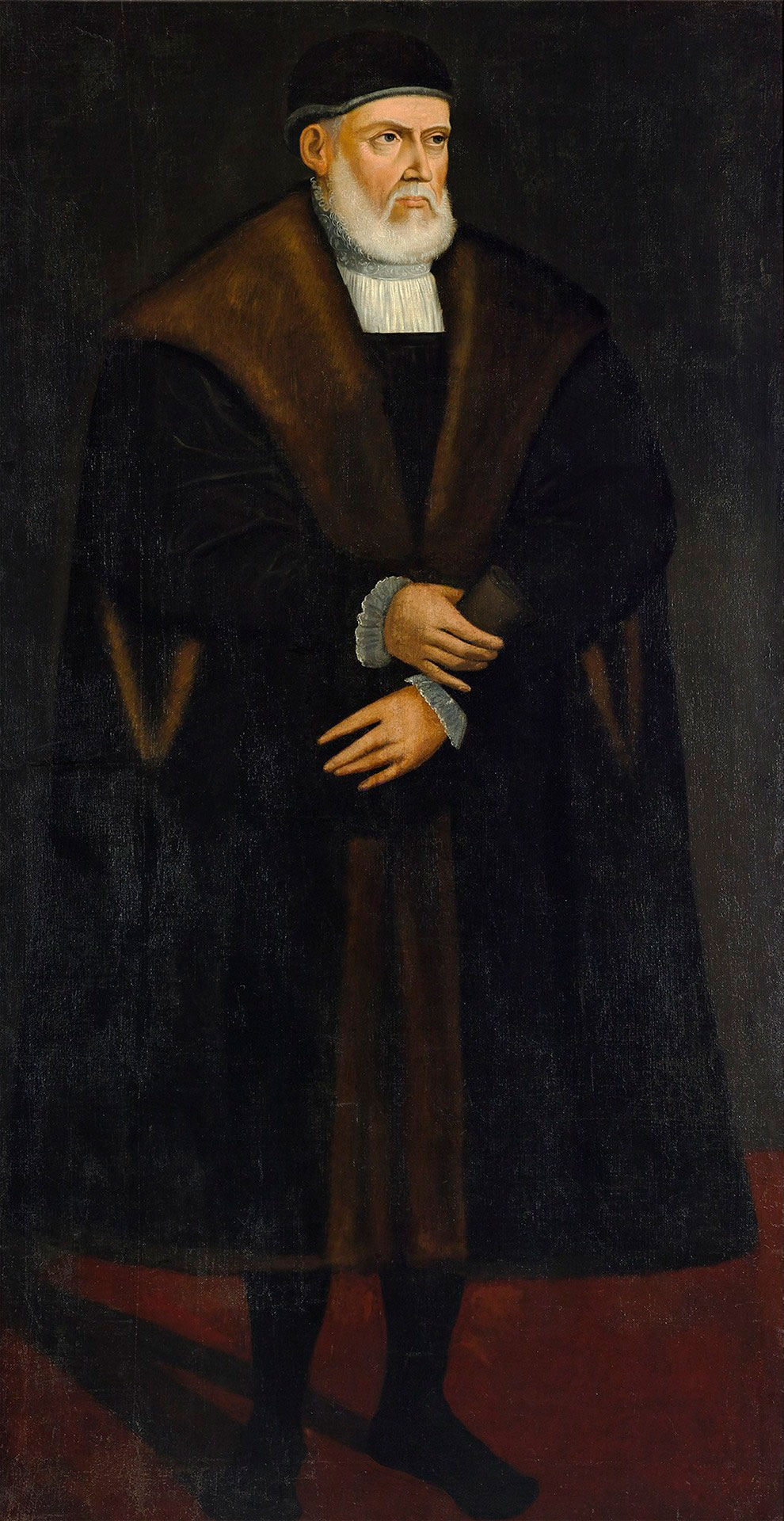
Sigismund I al Poloniei, seniorul

Tratatul de la Cracovia a fost un tratat semnat în data de 8 aprilie 1525 între Regatul Poloniei reprezentat de Sigismund I al Poloniei și Marele Maestru al Ordinului Cavalerilor Teutoni, care a pus capăt oficial Războiului polono-teutonic (1519–1521) în care Ordinul Cavalerilor Teutoni au fost înfrânți.
În 1521 cu intermedierea împăratului german s-a ajuns la înțelegere și deoarece Albert a trecut la religia evanghelică, a făcut pace cu Sigismund.
În data de 10 aprilie la Cracovia Albert a depus jurământ de vasal lui Sigismund I al Poloniei, iar din Prusia Răsăriteană a făurit un principat laic și a pus capăt Statul monastic german al Cavalerilor Teutoni.  
Tratatul a oferit Marelui Maestru al Ordinului Cavalerilor Teutoni Albert I al Prusiei (Albert de Hohenzollern) autonomie suficientă pentru a se separa de Statul monastic al Cavalerilor Teutoni cu scopul de a deveni Duce al noului Ducat al Prusiei creat prin secularizarea Statului monastic al Cavalerilor Teutoni
Tratatul a fost pecetluit prin Omagiul Prusac din 10 aprilie 1525.